# Evan Christopher
Evan Christopher (*  31. August 1969 in Long Beach) ist ein US-amerikanischer Jazz-Klarinettist. Er bemüht sich, den New Orleans Stil des Klarinettenspiels im Jazz neu zu beleben.

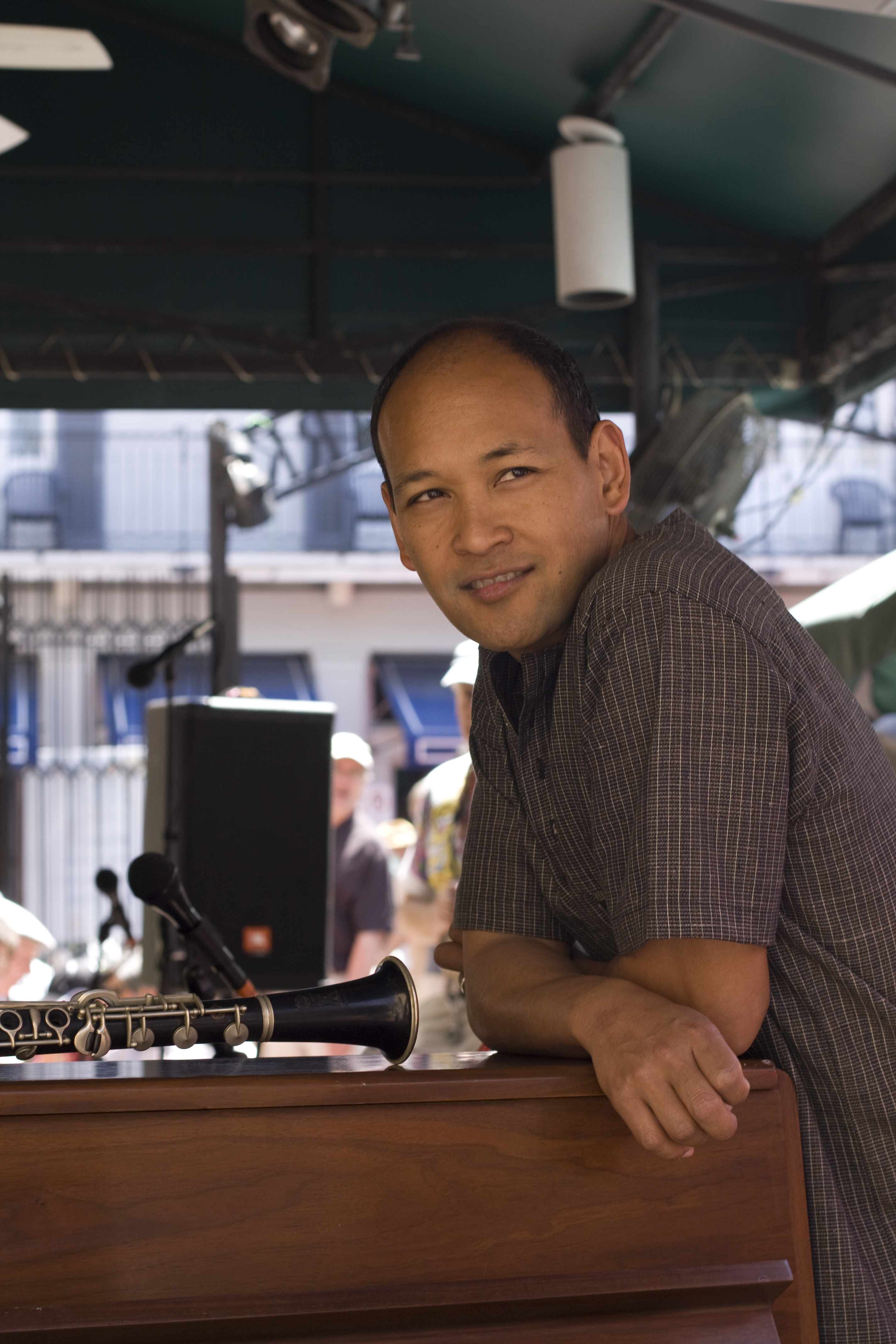
Evan Christopher, French Quarter Festival, New Orleans 2010

## Leben und Wirken
Christopher besuchte die Idyllwild Art Academy in Idyllwild und studierte Saxophon an der University of Southern California und Klarinette an der California State University in Long Beach. Er nahm auch Unterricht bei Kenny Davern, Tony Scott und George Probert. Anfang der 1990er Jahre kam er erstmals nach New Orleans, auf Tour mit dem Singer-Songwriter A. J. Croce, und zog 1994 ganz dorthin. Mehrere Jahre spielte er in der Jim Cullum Jazz Band in San Antonio. Danach war er wieder in New Orleans, wo er den frühen Jazz-Klarinetten-Stil studierte und dabei anfangs auch einen Abschluss an der Tulane University mit seinen Untersuchungen anstrebte. Er musste aber nach dem Hurrikan Katrina 2005 fortziehen. Er war Artist in Residence auf französische Einladung in Paris und bildete dort sein Jazz Traditions PROJECT und seine Band  Django à la Créole (mit Alben Django à la Créole 2008 und Finesse 2010, beide bei Frémeaux & Associés), die New Orleans Jazz-Traditionen mit kreolischer Musik und Gypsy-Jazz verbanden. Er tourte mit dem New Orleans Jazz Orchestra von Irvin Mayfield (er spielt auf deren Album Book One von 2009, das einen Grammy gewann und auch Kompositionen von ihm enthält) und ist seit 2008 wieder in New Orleans ansässig. Er lehrte 2008/9 an der University of New Orleans und betreute dort ein New Orleans Music Ensemble.
Er komponiert und nahm seine Kompositionen auf: 2006 erschien sein Album Delta Bound (Arbors Records) mit dem Pianisten Dick Hyman, 2010 The Remembering Song (Arbors Records) mit dem Gitarristen Bucky Pizzarelli. 2010 wurde seine Treat it Gentle Suite mit dem Minnesota Orchestra aufgeführt. Weitere Alben von ihm sind Clarinet Road 1 bis 3 (bei STR, Volume 1 von 2001), Live at the Meridien (aus dem Lionel Hampton Jazz Club im Meridien in Paris 2006).
2012 erhielt er den Rising Star Award in den Down Beat Kritikerpolls.

## Diskographische Hinweise
- This Side Of Evan (1998), u. a. mit John Sheridan
- Evan Christopher / Eli Yamin: Louie's Dream for Our Jazz Heroes (2013)
- Django à la Créole: Live! (Frémeaux & Associés, 2014)
- Evan Christopher & David Torkanowsky: Live at Luthjen’s (2020)